# Copa maltesa de futbol
La Copa maltesa de futbol, coneguda com a F.A. Trophy, és la segona competició futbolística del país disputada en eliminatòries.
La copa va ser creada l'any 1933; després d'un partit entre Anglaterra i Itàlia, jugat a Roma el maig de 1933, on una sèrie de seguidors maltesos pro-britànics es van desplaçar per donar suport al bàndol anglès. L'Associació Anglesa de Futbol com a reconeixement va fer donació d'un trofeu de plata per a ser disputat en una competició sobre el model de la FA Cup. Amb anterioritat s'havien organitzat altres competicions amb un format similar.
El 21 de maig de 2016, l'antic trofeu de plata fou substituït per un de nou, parcialment pagat per la FA anglesa. El nou trofeu es presentà just abans del partit entre Anglaterra i Malta per a les eliminatòries de la Copa del Món de 2018. El nou Trofeu té 65 cm d'alçada i 7 quilos de pes, sis dels quals són de plata massissa. El trofeu s'elaborà amb els mètodes tradicionals d'orfebreria, a mà. El nou trofeu manté les principals característiques de l'antic FA Trophy, amb el jugador que sosté la pilota amunt sent la part superior d'un pedestal de plata, i que conté la redacció exacta que simbolitza el vincle entre la FA anglesa i la Federació Maltesa. El globus i la base segueixen sent idèntics, amb l'efígie del partit de futbol que es troba a l'antic trofeu també conservant el seu lloc.
Tant les temporades 2019-20 com la 2020-21 del trofeu han estat abandonades per part de la MFA a causa de la propagació de la pandèmia de COVID-19.

## Palmarès

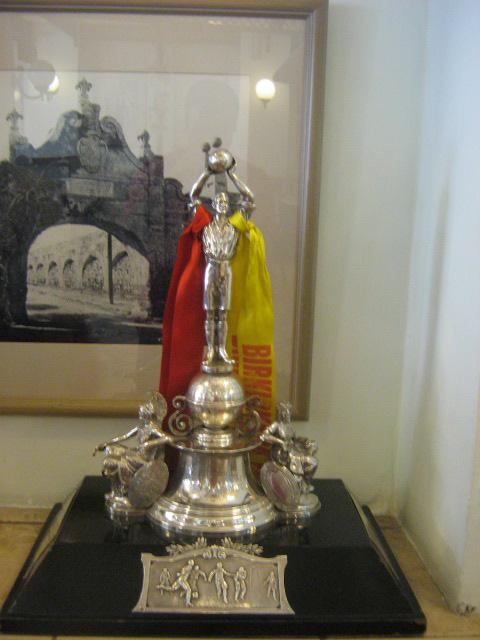
Antic trofeu del FA Trophy (1935-2016).

Font:
National Cup
- 1911:  Floriana FC

Mile End Cup
- 1912:  St. George's FC

Gaelic Cup
- 1913:  Floriana FC
- 1914: no finalitzada

Cousis Shield
- 1915:  Valletta FC
- 1916: no es disputà
- 1917:  St. George's FC
- 1918:  Sliema Wanderers FC
- 1919: no es disputà
- 1920:  Sliema Wanderers FC
- 1921:  Valletta FC
- 1922:  Floriana FC
- 1923:  Floriana FC
- 1924:  Sliema Wanderers FC
- 1925: no es disputà
- 1926:  Sliema Wanderers FC
- 1927:  St. George's FC

Empire Sports Ground Cup
- 1928:  Floriana FC
- 1929:  Floriana FC

Cousis Shield
- 1931:  Floriana FC

MFA Cup
- 1932:  Sliema Wanderers FC

FA Trophy
- 1935:  Sliema Wanderers FC (1)
- 1936:  Sliema Wanderers FC (2)
- 1937:  Sliema Wanderers FC (3)
- 1938:  Floriana FC (1)
- 1939:  Melita FC (1)
- 1940:  Sliema Wanderers FC (4)
- 1941-44:no es disputà
- 1945:  Floriana FC (2)
- 1946:  Sliema Wanderers FC (5)
- 1947:  Floriana FC (3)
- 1948:  Sliema Wanderers FC (6)
- 1949:  Floriana FC (4)
- 1950:  Floriana FC (5)
- 1951:  Sliema Wanderers FC (7)
- 1952:  Sliema Wanderers FC (8)
- 1953:  Floriana FC (6)
- 1954:  Floriana FC (7)
- 1955:  Floriana FC (8)
- 1956:  Sliema Wanderers FC (9)
- 1957:  Floriana FC (9)
- 1958:  Floriana FC (10)
- 1959:  Sliema Wanderers FC (10)
- 1960:  Valletta FC (1)
- 1961:  Floriana FC (11)
- 1962:  Hibernians FC (1)
- 1963:  Sliema Wanderers FC (11)
- 1964:  Valletta FC (2)
- 1965:  Sliema Wanderers FC (12)
- 1966:  Floriana FC (12)
- 1967:  Floriana FC (13)
- 1968:  Sliema Wanderers FC (13)
- 1969:  Sliema Wanderers FC (14)
- 1970:  Hibernians FC (2)
- 1971:  Hibernians FC (3)
- 1972:  Floriana FC (14)
- 1973:  Gzira United FC (1)
- 1974:  Sliema Wanderers FC (15)
- 1975:  Valletta FC (3)
- 1976:  Floriana FC (15)
- 1977:  Valletta FC (4)
- 1978:  Valletta FC (5)
- 1979:  Sliema Wanderers FC (16)
- 1980:  Hibernians FC (4)
- 1981:  Floriana FC (16)
- 1982:  Hibernians FC (5)
- 1983:  Hamrun Spartans FC (1)
- 1984:  Hamrun Spartans FC (2)
- 1985:  Zurrieq FC (1)
- 1986:  Rabat Ajax FC (1)
- 1987:  Hamrun Spartans FC (3)
- 1988:  Hamrun Spartans FC (4)
- 1989:  Hamrun Spartans FC (5)
- 1990:  Sliema Wanderers FC (17)
- 1991:  Valletta FC (6)
- 1992:  Hamrun Spartans FC (6)
- 1993:  Floriana FC (17)
- 1994:  Floriana FC (18)
- 1995:  Valletta FC (7)
- 1996:  Valletta FC (8)
- 1997:  Valletta FC (9)
- 1998:  Hibernians FC (6)
- 1999:  Valletta FC (10)
- 2000:  Sliema Wanderers FC (18)
- 2001:  Valletta FC (11)
- 2002:  Birkirkara FC (1)
- 2003:  Birkirkara FC (2)
- 2004:  Sliema Wanderers FC (19)
- 2005:  Birkirkara FC (3)
- 2006:  Hibernians FC (7)
- 2007:  Hibernians FC (8)
- 2008:  Birkirkara FC (4)
- 2009:  Sliema Wanderers FC (20)
- 2010:  Valletta FC (12)
- 2011:  Floriana FC (19)
- 2012:  Hibernians FC (9)
- 2013:  Hibernians FC (10)
- 2014:  Valletta FC (13)
- 2015:  Birkirkara FC (5)
- 2016:  Sliema Wanderers FC (21)
- 2017:  Floriana FC (20)
- 2018:  Valletta FC (14)
- 2019:  Balzan FC (1)
- 2020: Cancel·lat
- 2021: Cancel·lat
- 2022:  Floriana FC (21)
- 2023:  Birkirkara FC (6)
- 2024:  Sliema Wanderers FC (22)